# Symphonie no 48 de Mozart
Pour les articles homonymes, voir Symphonie no 48.
La Symphonie no 48 en ré majeur, K. 120 (K. 111a), est une symphonie du compositeur autrichien Wolfgang Amadeus Mozart, datée de 1771.

## Historique
Les deux premiers mouvements sont tirés de l'ouverture de l'opéra Ascanio in Alba, K. 111, et le dernier mouvement, K. 120, a été composé de manière séparée.
La Alte Mozart-Ausgabe (publiée en 1879–1882) a attribué les numéros 1–41 aux 41 symphonies numérotées. Les symphonies non numérotées (quelques-unes, dont la K. 120, ont été publiées dans les suppléments de la Alte-Mozart Ausgabe jusqu'en 1910) ont parfois reçu les numéros 42 à 56, bien qu'elles aient été écrites avant la Symphonie no 41 (écrite en 1788) de Mozart. La symphonie K. 120 (K. 111a) a ainsi reçu le numéro 48 dans cet ensemble.
Contrairement à ce que leur numérotation laisse supposer, les symphonies no 42 à no 55 ont été composées au début des années 1770, pendant la période de jeunesse du compositeur.

## Analyse de l'œuvre
Introduction de l'Allegro assai :
Introduction de l'Andante grazioso :
Introduction du Presto :
La symphonie comporte trois mouvements:
1. Allegro assai, à , en ré majeur, 134 mesures
2. Andante grazioso, à 
, en sol majeur, 42 mesures
3. Presto, à 
, en ré majeur, 110 mesures

Durée : environ 6 min 30 s

## Instrumentation
| Instrumentation de la symphonie K. 111 +120                            |
| Cordes                                                                 |
| premiers violons, seconds violons, altos, violoncelles, contrebasses   |
| Bois                                                                   |
| 2 flûtes, 2 hautbois                                                   |
| Cuivres                                                                |
| 2 cors en ré, 2 trompettes en ré (se taisent dans le second mouvement) |
| Percussions                                                            |
| timbales (en ré et la)                                                 |